# Svazek obcí Pod Vysokou
Svazek obcí Pod Vysokou je dobrovolný svazek obcí podle zákona v okresu Kolín, jeho sídlem jsou Červené Pečky a jeho cílem je celkový rozvoj mikroregionu, životního prostředí a cestovního ruchu. Sdružuje celkem 6 obcí a byl založen v roce 2000.

## Obce sdružené v mikroregionu
- Červené Pečky
- Grunta
- Libenice
- Nebovidy
- Pašinka
- Polepy